# Martín Bordonaro
Alejandro Martìn Bordonaro (Córdoba, Argentina, 20 de abril de 1988) es un futbolista argentino. Juega de delantero y su actual equipo es Club Atlético San Lorenzo de Alem, que actualmente participa en la Torneo Federal A, donde es capitán del equipo.

## Clubes
| Club                              | País      | Año         |
| --------------------------------- | --------- | ----------- |
| Club Universitario de Córdoba     | Argentina | 1999 - 2002 |
| General Paz Juniors               | Argentina | 2003 - 2006 |
| Cádiz "B"                         | España    | 2006 - 2007 |
| Club de Banco de Córdoba          | Argentina | 2008 - 2009 |
| José Gálvez                       | Perú      | 2010        |
| Central Norte de Salta            | Argentina | 2011 – 2012 |
| San Lorenzo de Alem               | Argentina | 2012 – 2014 |
| Villa San Carlos                  | Argentina | 2014        |
| Ferro Carril Oeste                | Argentina | 2015        |
| Unión La Calera                   | Chile     | 2015        |
| Club Almagro                      | Argentina | 2016        |
| Club Atlético San Lorenzo de Alem | Argentina | 2017        |